# Abdellatif Sbihi
 (mai 2012).
Si vous disposez d'ouvrages ou d'articles de référence ou si vous connaissez des sites web de qualité traitant du thème abordé ici, merci de compléter l'article en donnant les références utiles à sa vérifiabilité et en les liant à la section « Notes et références ».
Abdellatif Sbihi est né en 1897 à Salé au Maroc. Il est diplômé en langues orientales.
Il fut pendant une brève durée élève à l'École militaire de Dar El Beida de Meknès. Il fut le directeur de février 1938 à novembre 1943 du journal La Voix Nationale et exerça dans les années 1920 la fonction d'interprète, assermenté auprès de la résidence française au Maroc. Il fut membre du cabinet d’Hubert Lyautey, puis du cabinet Charles Noguès. Il a été secrétaire dans la Direction des affaires chérifiennes. C'est sous cette casquette qu'il a eu en main le fameux dahir berbère. Réalisant les effets néfastes du dahir sur le peuple marocain, le leader des « Jeunes marocains de Salé » avertit les nationalistes Salétins, en l'occurrence Abdeslam Aouad, Mohammed Chmaâou, Abdelkrim Hajji, Saïd Hajji, Mohamed Hassar et Ahmed Maâninou.
Le 9 juillet, il fut révoqué de ses fonctions à la Direction des affaires chérifiennes, puis deux jours plus tard assigné à résidence à Marrakech. En 1938, il fonda, avec un ami, Ahmed Yaacoubi, et sous l'encouragement de Valmont Chauteau, rédacteur en chef du journal La Bataille, de droite, publié à Bordeaux, un hebdomadaire, La voix nationale, jugé trop conciliant et qui n'eut pas l'audience escomptée. À la suite de l'élan de sympathie suscité par les Américains, il créa en 1946 le Club de Roosevelt, association à vocation culturelle qui avait pour but d'entretenir les échanges entre les deux pays.